# Пиетро Традонико
Пиетро Традонико (на италиански: Pietro Tradonico; на латински: Petrus Tradonicus) e тринадесети дож на Венецианската република.
Произлиза от Пула в Истрия. Управлява от 836 г. до 864 г. По време на неговото управление Венеция започва да става самостоятелна и морска сила на Средиземно море.
Той предприема два успешни похода против славяните. По молба на Византия предприема кампания против сарацините и е награден с титлите spartario и ипат.
На 23 февруари 840 г. той подписва Pactus Lotharii с франкския крал Лотар I, с което се осигурява независимостта на Венеция. Започва да сече монети с надпис Criste salva Venecias.
На 13 септември 864 г. при излизане от църквата San Zaccaria той е убит от група заговорници.